# Axel Bergengren
Axel Georg Bergengren, född 27 december 1876 i Revesjö församling, Älvsborgs län, död 27 augusti 1946 i Borås Gustav Adolfs församling, Älvsborgs län,  var en svensk industriman.
Bergengren erhöll efter grundliga väveritekniska studier 1896 anställning hos sin fars firma Borås Wäfveri AB där han blev VD 1901. Han var under en lång följd av år ordförande i Borås stadsfullmäktige och drätselkammare, i Sveriges textilindustriförbund, Textilrådet och Svenska bomullsfabrikantföreningen. Han tillhörde dessutom styrelserna för Sveriges industriförbund, ASEA, Svenska Handelsbanken och Fagersta bruk, i det sistnämnda företaget som ordförande. Han gjorde sig känd som en framstående industriledare, skicklig förhandlare och initiativtagare till sociala välfärdsinrättningar i Borås.